# Médiation scientifique

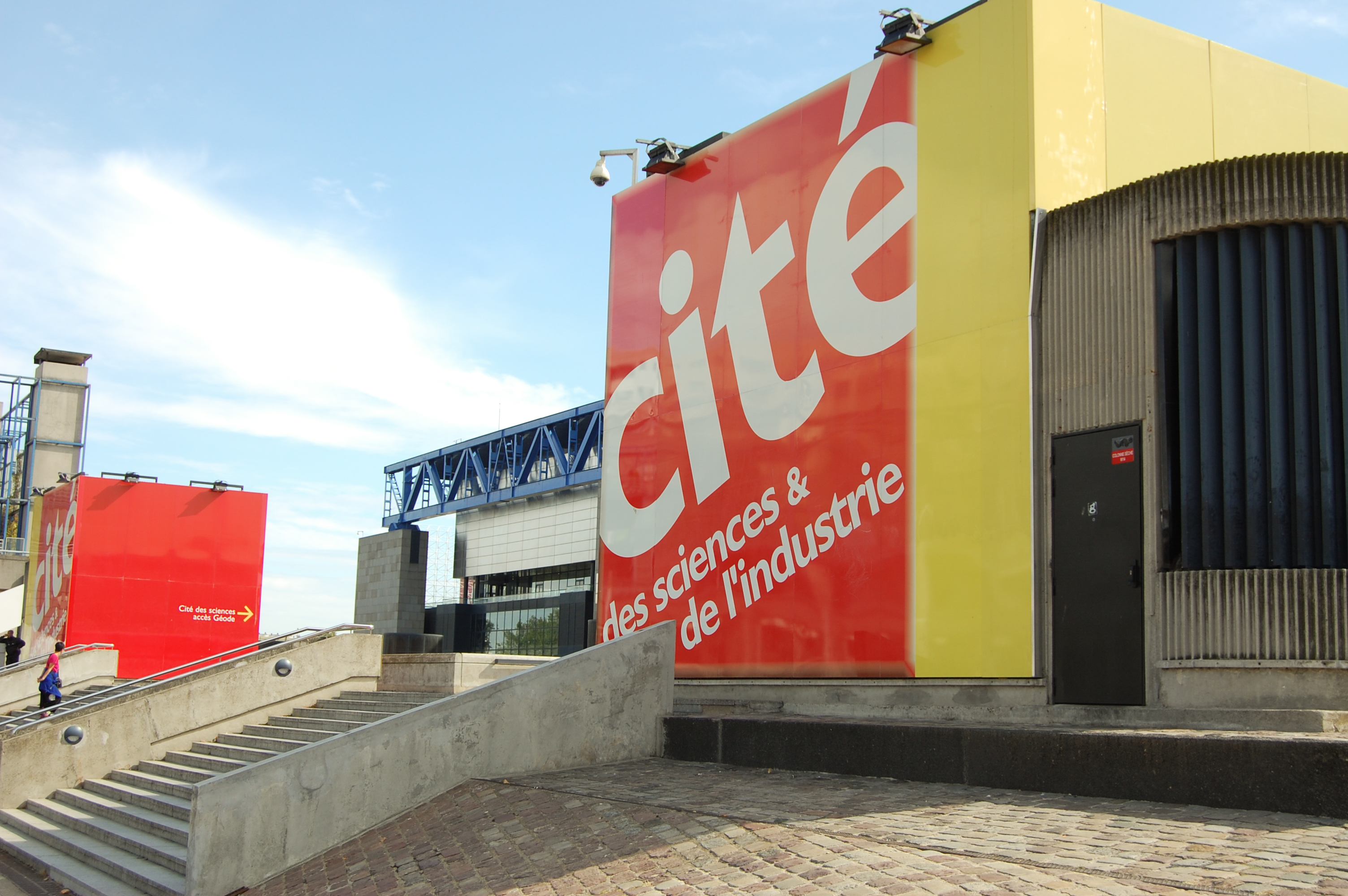
La cité des sciences et de l'industrie a été un des points de départ de la diffusion de la notion de « médiation scientifique ».

La médiation scientifique est une forme de médiation qui regroupe diverses pratiques visant à mettre en relation des gens — un public, des participants — avec des savoirs scientifiques (ou techniques). Proche de la notion de vulgarisation, la médiation scientifique s'en distingue par son caractère plus général et ses buts. Elle tend à se défaire d'une approche descendante et univoque où le sachant (généralement un chercheur) apprend au non-sachant pour y substituer des pratiques de dialogues entre science et société (par exemple à travers des actions de sciences participatives). Elle se développe notamment comme une forme d'intermédiaire visant à nouer des liens entre la société et les institutions des sciences et techniques dans la perspective d'éclairer le débat public.

## Historique

### Contexte

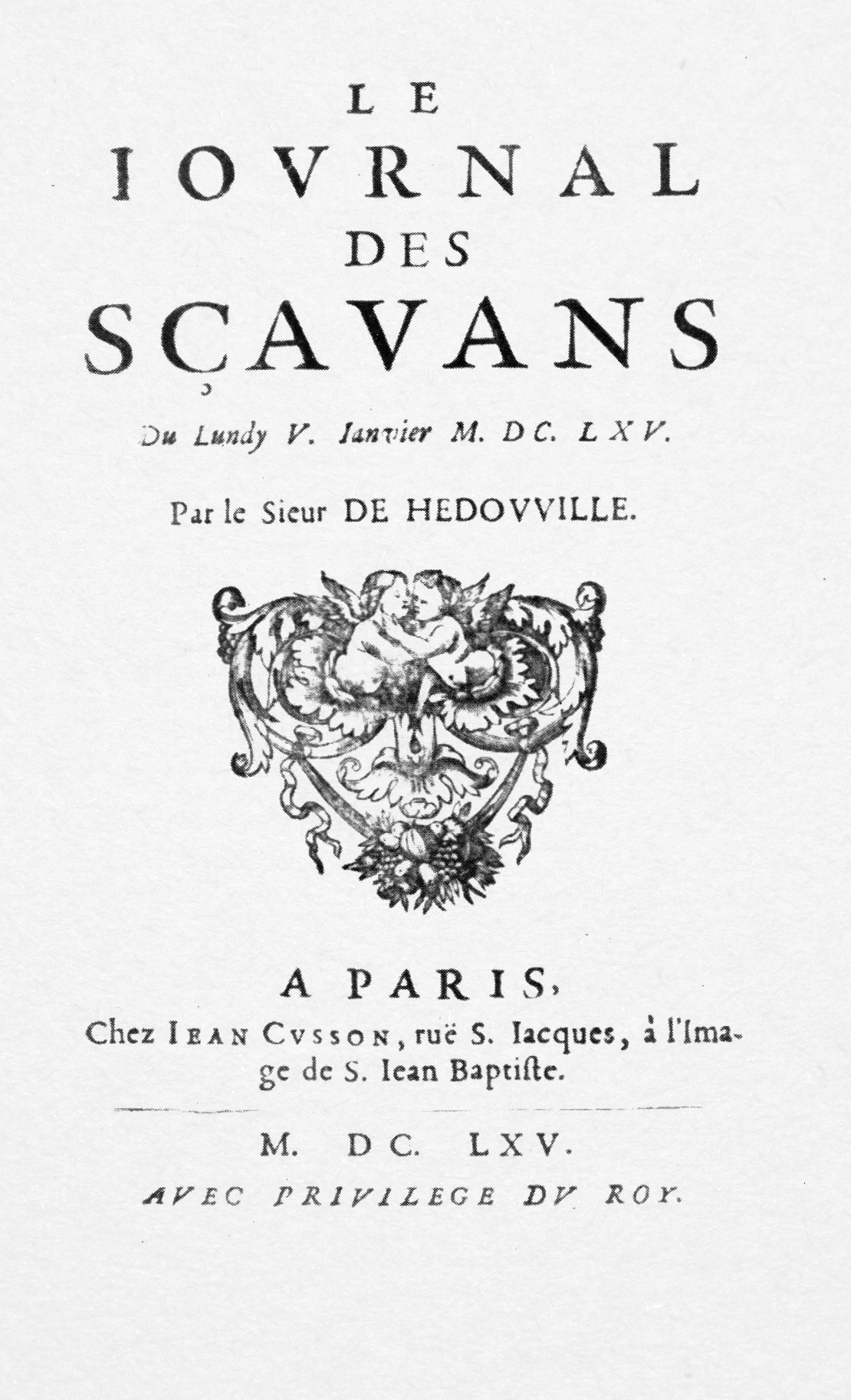
Journal des savants datant de 1665.

Bien que le concept de médiation scientifique soit relativement récent, il est l'héritier de multiples courants qui ont trouvé leur développement durant XXe siècle sous de multiples dénominations : « propagande » dans l'après-guerre puis « information scientifique » dans les années 1960, « communication scientifique » dans les années 1970 et « culture scientifique » dans les années 1980. Ces changements terminologiques n'ont pas toujours été accompagnés de changements dans les pratiques. Certains termes sont encore largement utilisés et les frontières entre ces différentes approches sont parfois floues.
Si le XXe siècle marque un tournant majeur dans le développement de la diffusion des connaissances scientifiques, les premières traces de ces pratiques sont plus antérieures encore. En 1665 paraissaient les premiers numéros du Journal des savants s'adressant à un lectorat « comprenant aussi bien des hommes de science, des érudits, des lettrés, que des curieux ou amateurs de sciences ».
Le palais de la découverte ouvre ses portes dans le cadre de l'exposition Universelle de 1937 et sera pérennisé. Il deviendra un centre d'innovation en matière et médiation à partir des années 1970 et reste aujourd'hui encore un des premiers lieux de réflexion sur les pratiques de médiations.

### Genèse
Le terme de médiation scientifique s'est développé dans les années 1980 en résonance de la notion de médiation culturelle . Les premières occurrences du terme font leur apparition dans les écrits publiés dans le cadre centre de formation de la future Cité des sciences et de l'industrie,. À cette époque les deux pratiques de médiation, culturelle et scientifique, partagent une problématique commune de reconnaissance professionnelle. À la fin des années 1990, le ministère de l’enseignement supérieur engage une rénovation du référentiel de branche d’activité professionnelle pour les emplois ITRF (ingénieurs et personnels techniques de recherche et de formation) auquel participera le Palais de la découverte : le statut de médiateur est officiellement établi.

### Développement

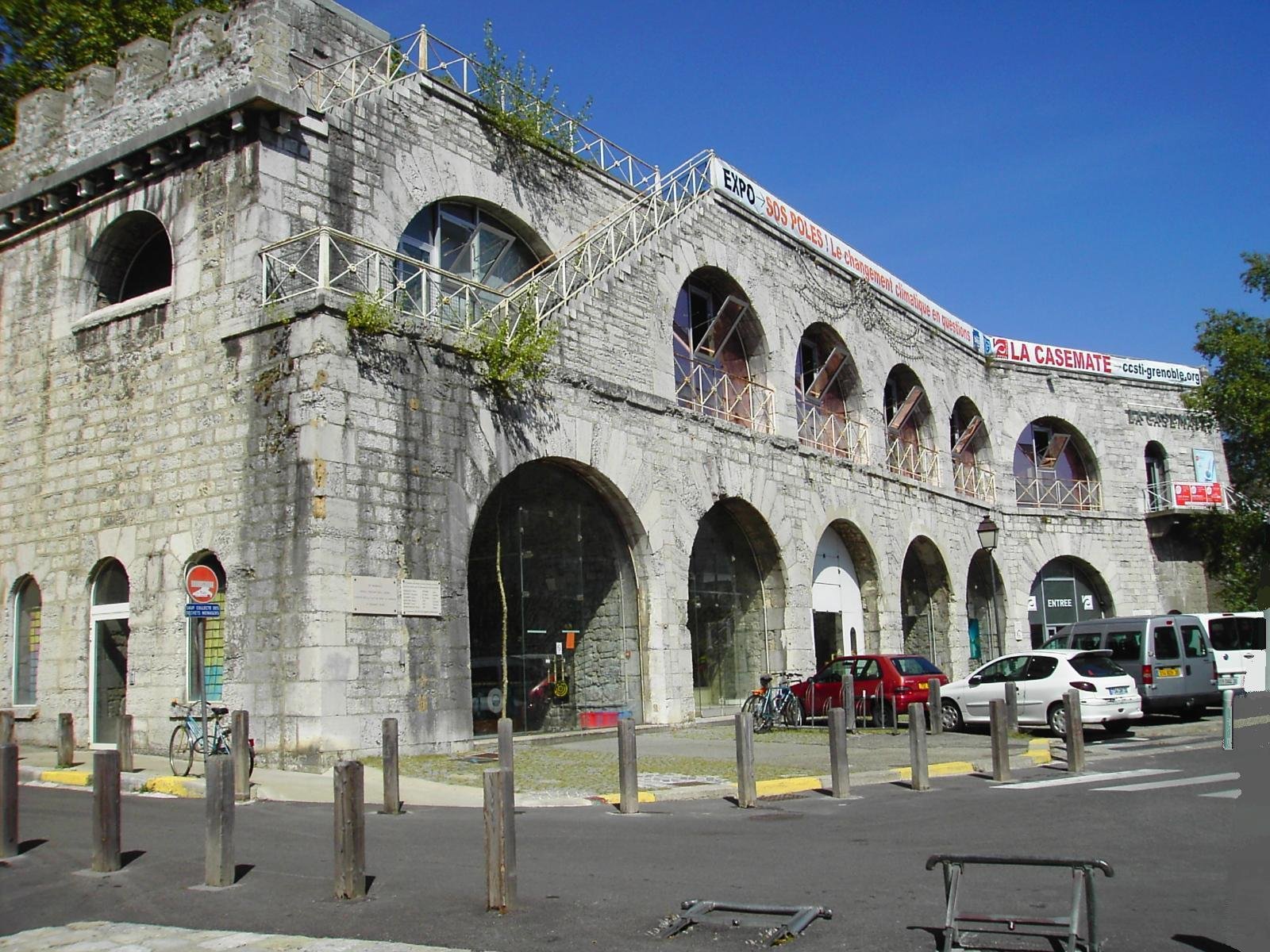
La Casemate, le CCSTI de Grenoble.

Alors que le concept de « médiation scientifique » se développe, les premiers CCSTI font leur apparition à l'image de La Casemate en 1979 ou de la Cité des sciences et de l'industrie en 1986.
Le 16 juillet 1982 est promulguée la loi d'orientation recherche qui institutionnalise les pratiques de médiation en qualifiant la nécessité de « la diffusion de l'information et de la culture scientifique et technique dans toute la population et notamment parmi les jeunes ». Également depuis 1982, le réseau de l'Association des musées et centres pour le développement de la culture scientifique, technique et industrielle (AMCSTI) milite en faveur de la reconnaissance et du développement de la culture scientifique, technique et industrielle (CSTI) en France et réuni plus de 250 acteurs de la culture scientifique.
En 2012, inspiré par la progression du web social, La Casemate coordonne la création de la plateforme « Échosciences » qui rassemble les actions de culture scientifique sous la forme réseau social dédié aux acteurs de CSTI d’un territoire. En 2022, on dénombre 17 plateformes Echosciences localement déclinées avec plus de 600 000 visiteurs uniques en 2020.
En 2019, le ministère de l'enseignement supérieur de la recherche et de l'innovation dénombre 34 de ces centres fédérés dans une association nationale : la Réunion des CCSTI.

## Médiation et vulgarisation
La médiation scientifique se veut moderne, en rupture avec l'imaginaire rattaché au terme de vulgarisation, qualifiée de trop restrictive, connotée négativement et largement critiquée. La légitimité de son postulat fondamental - l'existence d'un fossé grandissant entre l'élite scientifique et la masse du public - est remise en question et elle est accusée de contribuer à l'autonomisation des sciences et leur sacralisation. Dans ce contexte la médiation scientifique prétend proposer un autre traitement culturel des sciences avec de nouvelles formes d’adresse au public: à la fois capable d'acculturer le grand public à l'accélération des évolutions technologiques et scientifique et de faire dialoguer les sciences et la société. La médiation scientifique fait alors face à deux défis: permettre une appropriation des sciences et permettre le dialogue entre les valeurs, les opinions profanes et les savoirs institués.

## Formations universitaires
Depuis quelques années se développent des formations et parcours universitaires dédiés à la médiation scientifique. Le répertoire national des formations professionnelles « France compétences » et le réseau des masters en communication, médiation et journalisme scientifiques répertorie ainsi un certain nombre de formations allant de la licence professionnelle au master, parmi lesquelles on trouve :
- à l'université d'Aix-Marseille, l'université de Bordeaux et l'université de Lille des masters « Information et médiation scientifique et technique »[17] ;
- à l'université Grenoble-Alpes, le parcours « Communication et culture scientifiques et techniques (CCST) »[18] au sein du master « Information, communication »[19] ;
- à l'université Bordeaux-Montaigne, le master « Médiation et communication des sciences et des techniques » (MCST) ;
- à l'université de Strasbourg, le master mention « Information communication », qui propose un parcours « Communication scientifique » ;
- à l'université Toulouse-Jean-Jaurès, le master « Culture et communication, parcours Médiations scientifiques, techniques et patrimoniales » (MES) ;
- à l'université Claude-Bernard-Lyon-I, le master « Information et médiation scientifique et technique » ;
- à l'école supérieure de journalisme de Lille (ESJ), le master 2 « Journalisme scientifique » ;
- à l'université Montpellier Sud de France, le master « MédiACCES » (parcours Médiation, animation, communication, culture et enseignement en SVT) ;
- à l'université des Antilles et de la Guyane, le master « Métiers de l'éducation et de la médiation scientifique » ;
- à l'université Paris-Cité, le master « Cinéma et audiovisuel », parcours « Audiovisuel, journalisme et communication scientifique » ;
- à l'université de Caen-Normandie, le master « Information et médiation scientifique et technique », parcours « Médiation science et société » en lien avec Le Dôme.
- à l'université Paris-Saclay, le master "Evénementiel, Médiation des Arts et des Sciences (EMAS)".

## Critiques et controverses
Les pratiques de médiation scientifiques sont régulièrement remises en question, discutées et parfois sujettes à controverse. Ainsi, plusieurs articles critiques et réflexifs concernant le milieu ont été publiés. Certains remettent en question la prétendue neutralité politique des pratiques de médiations ou encore leur incapacité à questionner « les régimes dominants de production et de diffusion des cultures et des savoirs ».
En 2008, est publié le « Manifeste pour une médiation scientifique émancipatrice, autocritique et responsable » par un collectif intitulé Revoluscience et rassemblant le groupe Traces et les associations Paris Montagne et Les Atomes Crochus.